# 松本城

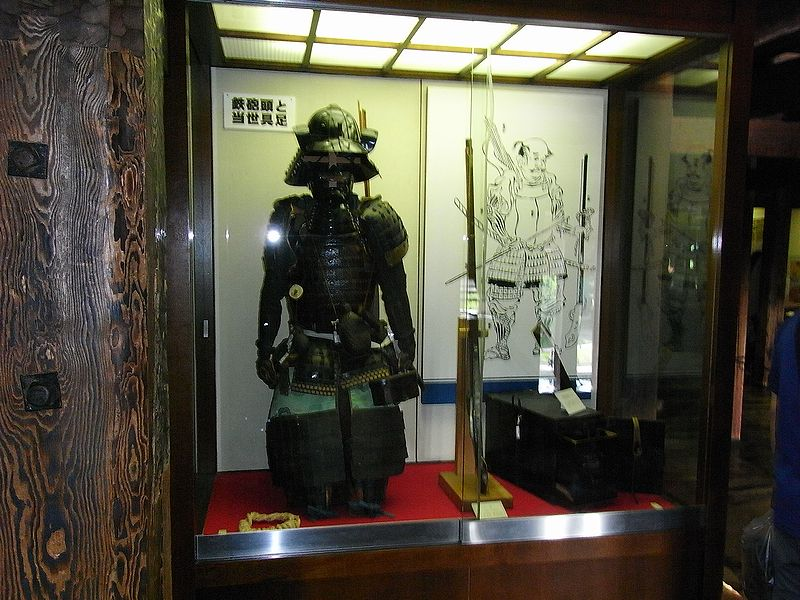
大天守2階常設展「戸田家伝世甲冑」

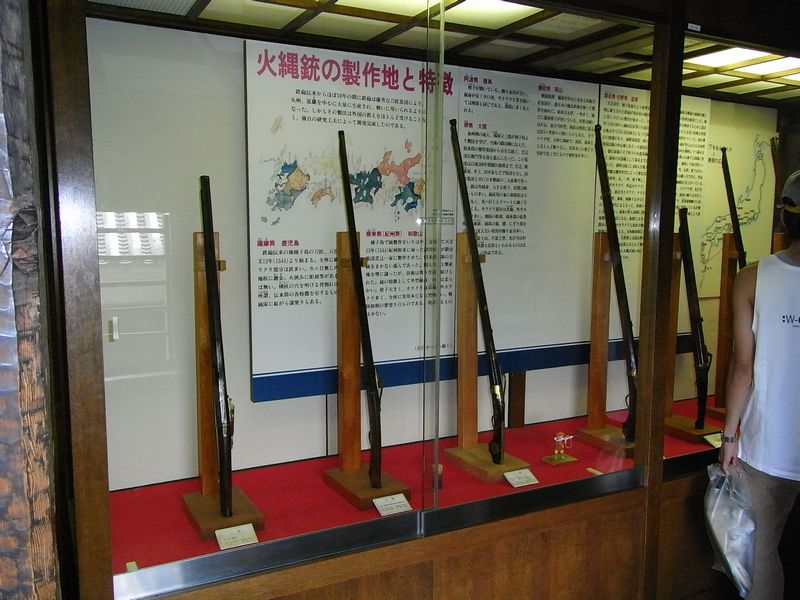
大天守2階常設展「松本城鉄砲蔵」

松本城（日语：／ matsumoto jou），別名「烏城」（からすじょう），位於日本長野縣松本市，城內的天守為日本的十二座現存天守之一，與姬路城、犬山城、彥根城、松江城同為受日本政府指定為國寶的古城。

## 歷史

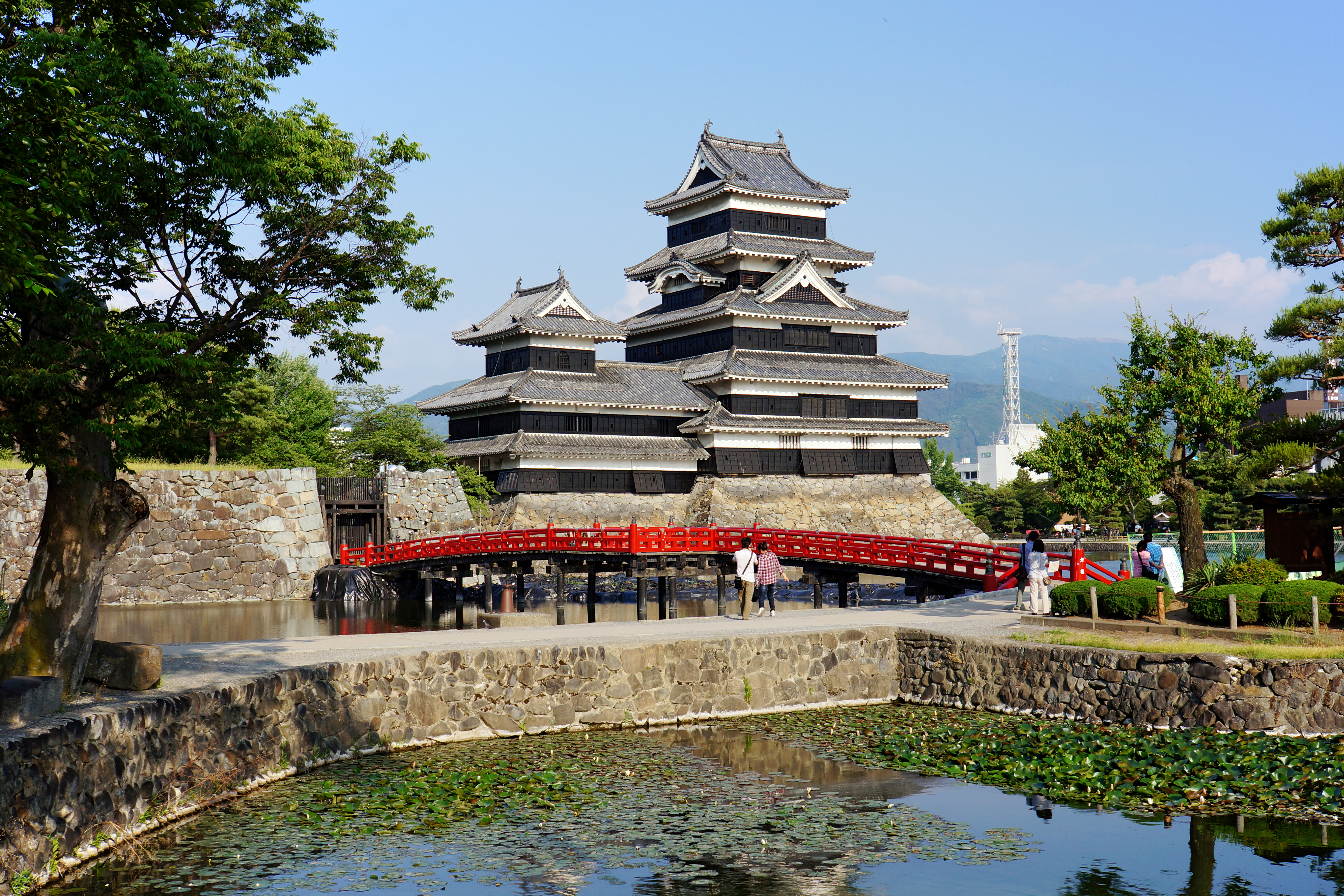
松本城側影

在日本戰國時代的1504年（永正元年），信濃國中部統治者小笠原氏旗下的島立貞永在松本城現址上構築深志城。後來甲斐的武田氏攻入，小笠原一族沒落，深志城被納入武田氏的領地。1582年（天正十年）武田氏滅亡，小笠原貞慶投入德川家康麾下，重新領有此城並進行大整修，興建了本丸、二之丸和三之丸等城郭，並改名為松本城。
1590年（天正十八年），豐臣秀吉為了削減德川家康的勢力，將德川家移封到關東，小笠原氏也跟著移封到下總古河。松本一地則改封給由德川家出奔到豐臣家的石川數正。石川數正、康長父子以松本城為松本藩的居城，興建天守(最初的乾小天守)、城郭和城下町，確立了松本城的規模。
松本藩自石川家後歷經六度改易，依次由小笠原家、戶田松平家、越前松平家、堀田家、水野家和戶田松平家入主，皆以松本城為居城。
1727年（享保十二年）本丸御殿失火燒毀，並未重建，此後以二之丸作為藩政中心。

## 明治維新以後

松本城正面

1871年（明治四年）日本政府宣布「廢藩置縣」，城郭收歸國有，多數的天守加以拍賣以充實國庫，而購得天守者多將之拆除後回收建材轉售出去。次年（1872年）松本城拍賣，市川量造以二百三十五元四十錢購得（當時的公務員初任月薪為四元），但市川以「失去天守的松本，也就失去了骨氣」的理由保留了天守，並未加以解體分售。
1900年前後，松本城天守因為年久失修，開始嚴重傾斜，隨時有崩塌之虞。1903年（明治三十六年）起至1913年（大正二年）進行「明治的大修理」。
1930年（昭和五年）被指定為日本國家史蹟。1936年（昭和十一年）時，松本城天守、乾小天守、渡櫓、辰巳附櫓和月見櫓等五棟建築（也就是連立的天守建築群），被依照當時的國寶保存法指定為國寶。1952年（昭和二十七年）前述五棟建築物依照新頒佈的文化財保護法被指定為國寶。
1950年（昭和二十五年）至1955年（昭和三十年）進行解體修復工程，被稱為「昭和的大修理」。

## 構造
松本城為典型的平城。本丸、二之丸、三之丸城郭大致上呈方形。天守設置在本丸西南部，並以缺少北部的凹型二之丸加以包圍，外面再以四方形的三之丸整個圍住。每一重城郭外都設有水堀（護城河）。是為梯郭式搭配輪郭式的設計。

### 天守
松本城擁有獨特的複合連結式天守群。大天守外觀五層，內部六階。以此為中心，北面由渡櫓連通到乾小天守，東面則與辰巳附櫓和月見櫓兩棟建物（即左圖中，天守右方的兩棟小建物）連結在一起。月見櫓是用來賞月宴飲的地方，設有朱漆欄杆走廊，防禦性弱。會有這樣的設計，是在承平時期，為了迎接即將到訪的三代將軍德川家光而設置（後來德川家光取消了該次訪問）。在現存及可考證的日本古城之中，松本城是唯一將月見櫓建在天守建築群中的。
解體修理時，專家發現多次改建的痕跡，並據此推斷松本城天守最初為望樓型，設有許多破風。後來松平直政在寬永年間（1624-43）增建了附櫓和月見櫓，並將大天守改為現在的層塔型。

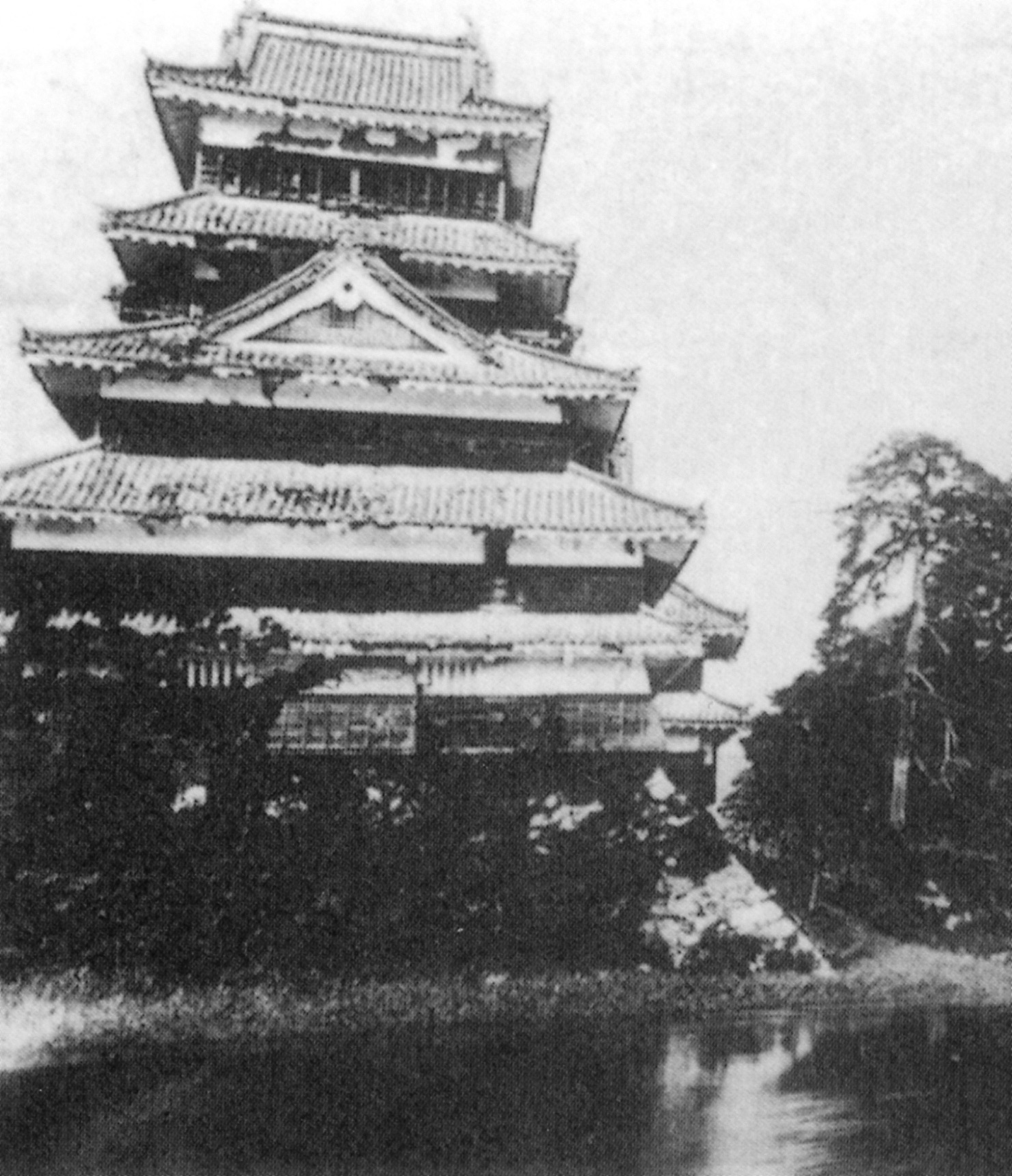
傾斜的松本城天守（攝於明治時期）

#### 天守的傾斜原因
關於松本城天守的傾斜，過去曾傳說是1686年貞享騷動的領袖多田嘉助在遭受磔刑時對著天守淒厲喊叫，其怨念導致了天守的傾斜。現在經過研究，已知是因為地基軟弱與結構老化所致。
城址所在處最初是名為「深瀨」或「深志」的沼澤地，深志城就興建在沼澤旁。因此之故，松本城的地基十分軟弱。最初興建天守時，採用基礎工法，在天守台中埋入十六根支持柱。經過不到一百年後(小笠原秀政完成天守1615年─1686年)，支柱即逐漸朽壞，無法負荷天守的重量，於是開始傾斜，此後數百年多次整修。

## 外部連結
- 官方网站 （2015年4月1日開設）
- 松本城 （页面存档备份，存于） - 松本市公式観光情報サイト内
- 国宝松本城 （页面存档备份，存于） - 松本市公式サイト「くるくるねっとまつもと」内